# Championnat de GP2 Series 2009
Navigation
2008 2010
Le Championnat GP2 2009 est la 5e saison de ce championnat.

## Pilotes et monoplaces
| Écurie                                                      | #  | Pilotes             | Courses   |
| ----------------------------------------------------------- | -- | ------------------- | --------- |
| Barwa Addax                                                 | 1  | Vitaly Petrov       | Tous      |
| Barwa Addax                                                 | 2  | Romain Grosjean     | 1-6       |
| Barwa Addax                                                 | 2  | Davide Valsecchi    | 7-10      |
| iSport International                                        | 3  | Giedo Van der Garde | Tous      |
| iSport International                                        | 4  | Diego Nunes         | Tous      |
| Piquet GP                                                   | 5  | Roldán Rodríguez    | Tous      |
| Piquet GP                                                   | 6  | Alberto Valerio     | Tous      |
| Racing Engineering                                          | 7  | Lucas di Grassi     | Tous      |
| Racing Engineering                                          | 8  | Dani Clos           | Tous      |
| ART Grand Prix                                              | 9  | Pastor Maldonado    | Tous      |
| ART Grand Prix                                              | 10 | Nico Hülkenberg     | Tous      |
| Arden International                                         | 11 | Sergio Pérez        | Tous      |
| Arden International                                         | 12 | Edoardo Mortara     | Tous      |
| Super Nova Racing                                           | 14 | Javier Villa        | Tous      |
| Super Nova Racing                                           | 15 | Luca Filippi        | Tous      |
| DAMS                                                        | 16 | Kamui Kobayashi     | Tous      |
| DAMS                                                        | 17 | Jérôme d'Ambrosio   | Tous      |
| Trident Racing                                              | 18 | Ricardo Teixeira    | Tous      |
| Trident Racing                                              | 19 | Davide Rigon        | 1-4, 6-10 |
| Trident Racing                                              | 19 | Rodolfo González    | 5         |
| Fisichella Motor Sport PartyPokerRacing.com Scuderia Coloni | 20 | Andreas Zuber       | 1-7, 9-10 |
| Fisichella Motor Sport PartyPokerRacing.com Scuderia Coloni | 21 | Luiz Razia          | 1-7, 9-10 |
| Durango                                                     | 22 | Davide Valsecchi    | 1-6       |
| Durango                                                     | 22 | Stefano Coletti     | 7-8       |
| Durango                                                     | 23 | Nelson Panciatici   | 1-8       |
| Ocean Racing Technology                                     | 24 | Karun Chandhok      | Tous      |
| Ocean Racing Technology                                     | 25 | Alvaro Parente      | Tous      |
| DPR                                                         | 26 | Michael Herck       | Tous      |
| DPR                                                         | 27 | Giacomo Ricci       | 1-4       |
| DPR                                                         | 27 | Franck Perera       | 5-8       |
| DPR                                                         | 27 | Johnny Cecotto Jr.  | 9-10      |

## Pilotes ayant effectué un changement d'équipe ou de discipline
Changements d'équipe
- Pastor Maldonado : Piquet Sports → ART Grand Prix
- Roldán Rodríguez : FMS International → Piquet GP
- Andreas Zuber : Piquet Sports → FMS International
- Karun Chandhok : iSport → Ocean Racing Technology

Arrive en GP2
- Nico Hülkenberg : Formule 3 Euro Series (ART Grand Prix) → ART Grand Prix

Changements de catégorie
- Sébastien Buemi : Trust Team Arden → Formula 1 (Scuderia Toro Rosso)
- Mike Conway : Trident Racing → IndyCar Series (Dreyer & Reinbold Racing)
- Carlos Iaconelli : BCN Competitión → Formule 2
- Andy Soucek : Super Nova Racing → Formule 2

## Calendrier 2009
Le calendrier a été dévoilé le 16 décembre 2008. La clôture du championnat a pour la première fois en GP2 à l'Autódromo Internacional do Algarve.
| Round | Round | Lieu                     | Circuit                            | Date         | Vainqueur           | Écurie                               |
| ----- | ----- | ------------------------ | ---------------------------------- | ------------ | ------------------- | ------------------------------------ |
| 1     | R1    | Barcelone, Espagne       | Circuit de Catalunya               | 9 mai        | Romain Grosjean     | Barwa Addax                          |
| 1     | R2    | Barcelone, Espagne       | Circuit de Catalunya               | 10 mai       | Edoardo Mortara     | Arden International                  |
| 2     | R1    | Monte-Carlo, Monaco      | Circuit de Monaco                  | 22 mai       | Romain Grosjean     | Barwa Addax                          |
| 2     | R2    | Monte-Carlo, Monaco      | Circuit de Monaco                  | 23 mai       | Pastor Maldonado    | ART Grand Prix                       |
| 3     | R1    | Istanbul, Turquie        | Istanbul Park                      | 6 juin       | Vitaly Petrov       | Barwa Addax                          |
| 3     | R2    | Istanbul, Turquie        | Istanbul Park                      | 7 juin       | Lucas Di Grassi     | Racing Engineering                   |
| 4     | R1    | Silverstone, Royaume-Uni | Silverstone                        | 20 juin      | Alberto Valerio     | Piquet GP                            |
| 4     | R2    | Silverstone, Royaume-Uni | Silverstone                        | 21 juin      | Pastor Maldonado    | ART Grand Prix                       |
| 5     | R1    | Nürburg, Allemagne       | Nürburgring                        | 11 juillet   | Nico Hülkenberg     | ART Grand Prix                       |
| 5     | R2    | Nürburg, Allemagne       | Nürburgring                        | 12 juillet   | Nico Hülkenberg     | ART Grand Prix                       |
| 6     | R1    | Budapest, Hongrie        | Hungaroring                        | 25 juillet   | Nico Hülkenberg     | ART Grand Prix                       |
| 6     | R2    | Budapest, Hongrie        | Hungaroring                        | 26 juillet   | Giedo Van der Garde | iSport International                 |
| 7     | R1    | Valencia, Espagne        | Valence                            | 22 août      | Vitaly Petrov       | Barwa Addax                          |
| 7     | R2    | Valencia, Espagne        | Valence                            | 23 août      | Nico Hülkenberg     | ART Grand Prix                       |
| 8     | R1    | Spa, Belgique            | Circuit de Spa-Francorchamps       | 29 août      | Álvaro Parente      | Ocean Racing Technology              |
| 8     | R2    | Spa, Belgique            | Circuit de Spa-Francorchamps       | 30 août      | Giedo Van der Garde | iSport International                 |
| 9     | R1    | Monza, Italie            | Monza                              | 12 septembre | Nico Hülkenberg     | ART Grand Prix                       |
| 9     | R2    | Monza, Italie            | Monza                              | 13 septembre | Luiz Razia          | PartyPokerRacing.com Scuderia Coloni |
| 10    | R1    | Portimão, Portugal       | Autódromo Internacional do Algarve | 19 septembre | Nico Hülkenberg     | ART Grand Prix                       |
| 10    | R2    | Portimão, Portugal       | Autódromo Internacional do Algarve | 20 septembre | Luca Filippi        | Super Nova Racing                    |

## Classement des pilotes

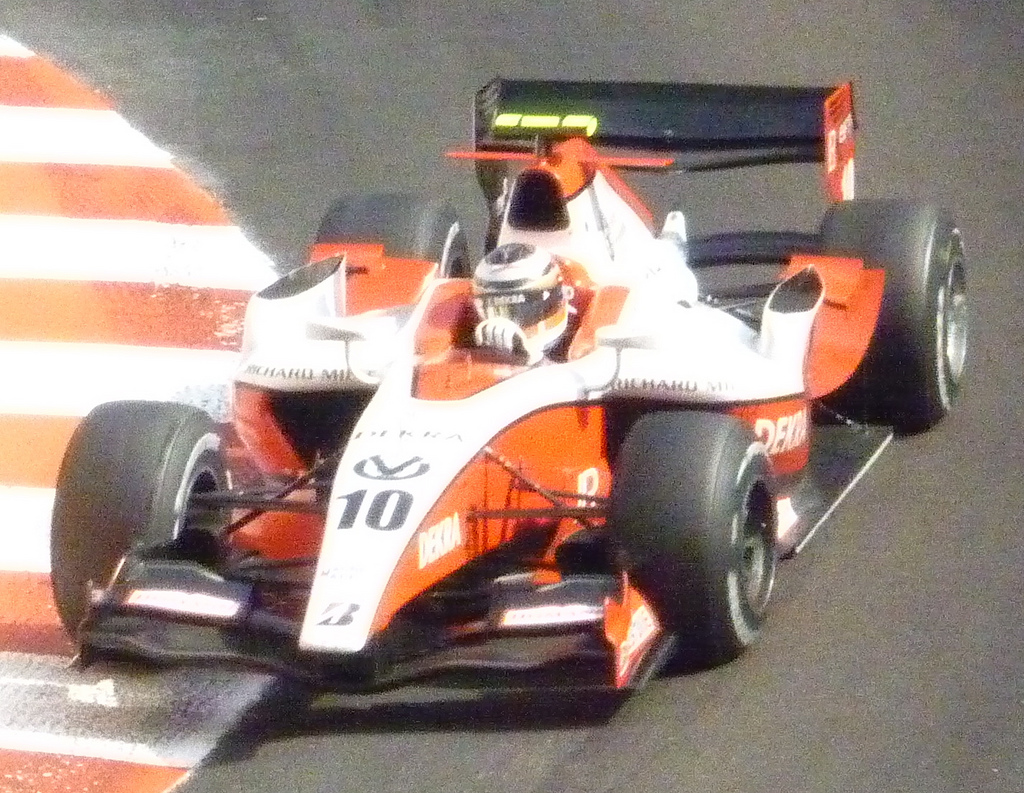
Nico Hülkenberg, champion des GP2 Series, édition 2009.

| Pos. | Pilote              | Équipe                            | Points | Courses | Victoires | Podiums | Poles |
| ---- | ------------------- | --------------------------------- | ------ | ------- | --------- | ------- | ----- |
| 1er  | Nico Hülkenberg     | ART Grand Prix                    | 100    | 20      | 6         | 10      | 3     |
| 2e   | Vitaly Petrov       | Barwa Addax Team                  | 75     | 20      | 2         | 7       | 2     |
| 3e   | Lucas di Grassi     | Racing Engineering                | 63     | 20      | 1         | 8       | 2*    |
| 4e   | Romain Grosjean     | Barwa Addax Team                  | 45     | 12      | 2         | 3       | 3     |
| 5e   | Luca Filippi        | Super Nova Racing                 | 40     | 20      | 1         | 4       | 0     |
| 6e   | Pastor Maldonado    | ART Grand Prix                    | 36     | 20      | 2         | 2       | 1     |
| 7e   | Giedo Van der Garde | iSport International              | 34     | 20      | 3         | 3       | 0     |
| 8e   | Álvaro Parente      | Ocean Racing Technology           | 30     | 20      | 1         | 2       | 1     |
| 9e   | Jérôme d'Ambrosio   | DAMS                              | 29     | 20      | 0         | 3       | 0     |
| 10e  | Javier Villa        | Super Nova Racing                 | 27     | 20      | 0         | 3       | 0     |
| 11e  | Roldán Rodríguez    | Piquet GP                         | 25     | 20      | 0         | 2       | 0     |
| 12e  | Sergio Pérez        | Arden International               | 22     | 20      | 0         | 2       | 1*    |
| 13e  | Andreas Zuber       | FMS International Scuderia Coloni | 21     | 18      | 0         | 3       | 2**   |
| 14e  | Edoardo Mortara     | Arden International               | 19     | 20      | 1         | 1       | 1*    |
| 15e  | Alberto Valerio     | Piquet GP                         | 16     | 20      | 1         | 1       | 0     |
| 16e  | Kamui Kobayashi     | DAMS                              | 13     | 20      | 0         | 1       | 2**   |
| 17e  | Davide Valsecchi    | Barwa Addax Team                  | 12     | 20      | 0         | 1       | 0     |
| 18e  | Karun Chandhok      | Ocean Racing Technology           | 10     | 20      | 0         | 1       | 0     |
| 19e  | Luiz Razia          | FMS International Scuderia Coloni | 8      | 18      | 1         | 1       | 1*    |
| 20e  | Diego Nunes         | Arden International               | 8      | 20      | 0         | 1       | 0     |
| 21e  | Dani Clos           | Racing Engineering                | 4      | 20      | 0         | 1       | 0     |
| 22e  | Davide Rigon        | Trident Racing                    | 3      | 18      | 0         | 0       | 1*    |

* Un astérisque signifie que la pole a été obtenue en finissant 8e lors de la 1re course.